# Soul of a New Machine
Soul of a New Machine è l'album di debutto dei Fear Factory, uscito il 25 agosto 1992.
Si tratta di un concept album perché, come affermato dal chitarrista Dino Cazares, il tema prevalente riguarda la creazione di una macchina tecnologica e governativa da parte dell'uomo. Le affermazioni di Cazares sono state confermate dal bassista Christian Olde Wolbers. Inoltre il legame uomo-macchina ha caratterizzato molto anche gli album successivi dei Fear Factory.
Il sound di Soul of a New Machine è molto differente da quello di altri album, per via di un sound molto feroce, influenzato da gruppi grindcore, quali i Napalm Death, a cui si aggiungono aggressive timbriche di voce death (il growl e lo scream).
L'album è stato rimasterizzato in una edizione speciale uscita nel 2004, in cui è presente anche l'EP Fear Is the Mindkiller.

## Tracce
Testi di Burton C. Bell, tranne dove diversamente scritto, musiche di Dino Cazares e Raymond Herrera.
1. Martyr – 4:06
2. Leechmaster – 3:54
3. Scapegoat – 4:33
4. Crisis – 3:45
5. Crash Test – 3:46
6. Flesh Hold – 2:31
7. Lifeblind – 3:51
8. Scumgrief – 4:07
9. Natividad – 1:04
10. Big God/Raped Souls – 2:38
11. Arise Above Oppression – 1:51 (testo: Burton C. Bell e Dino Cazares)
12. Self Immolation – 2:46
13. Suffer Age – 3:40 (testo: Dino Cazares)
14. W.O.E. – 2:33
15. Desecrate – 2:35
16. Escape Confusion – 3:58 (testo: Dino Cazares)
17. Manipulation – 3:29

Durata totale: 55:07

## Formazione
- Burton C. Bell - voce, introduzione nella traccia 10 Big God[3]
- Dino Cazares - chitarra, basso[3]
- Raymond Herrera - batteria[3]

## Ringraziamenti
- Burton C. Bell – voce
- Dino Cazares – chitarra, basso (solo studio), arrangiamento dei cori, missaggio
- Raymond Herrera – batteria
- Andrew Shives – basso, cori (sebbene accreditato al bassista ufficiale dei Fear Factory, Andrew Shives suonò solo dal vivo)
- Colin Richardson – produttore, missaggio
- Steve Harris – ingegnere, missaggio
- Bradley Cook – assistente ingegnere
- Rober Fayer – assistente ingegnere
- Eddy Schreyer – mastering
- Ted Jensen – remastering (Expanded Edition)
- Satok Lrak (Karl Kotas scritto al contrario) – computer grafica, direttore artistica
- Joe Lance – fotografo
- Lora Porter – produttore esecutivo
- Otis – campionamento, accreditato come "Sample God"
- Darius Seponlou – introduzione nella canzone "Crash Test"
- Monte Conner – A&R